# Ventura Díaz Arrey
Ventura Díaz Arrey (Santander, 26 d'agost de 1937) és un ciclista espanyol, ja retirat, que fou professional entre 1961 i 1977. Combinà la carretera amb el ciclocròs. El 1960, com a ciclista amateur, va prendre part als Jocs Olímpics d'Estiu de Roma. En el seu palmarès destaquen la general de la Volta a Llevant de 1970 i diverses etapes de curses d'una setmana, com ara la Volta a Catalunya o la Volta al País Basc. El 2021 va rebre la medalla d'honor de Santa Cruz de Bezana.

## Palmarès
- 1961
  - Vencedor d'una etapa de la Volta a Catalunya
- 1964
  - Vencedor d'una etapa del Tour de l'Avenir
- 1965
  - 1r a Burgos
- 1970
  - 1r a la Volta a Llevant
  - 1r a la Vuelta a los Valles Mineros i vencedor d'una etapa
  - Vencedor d'una etapa del Midi Libre
- 1971
  - Vencedor de la classificació de la muntanya a la Volta al País Basc
- 1973
  - Vencedor d'una etapa de la Volta a La Rioja
  - Vencedor d'una etapa de la Volta a Segòvia
- 1975
  - 1r a la Clàssica als Ports
  - Vencedor d'una etapa de la Volta a Euskadi

### Resultats a la Volta a Espanya
- 1962. Abandona (10a etapa)
- 1964. 21è de la classificació general
- 1965. 23è de la classificació general
- 1967. 43è de la classificació general
- 1968. 15è de la classificació general
- 1969. 13è de la classificació general
- 1970. 12è de la classificació general
- 1971. 18è de la classificació general
- 1972. 14è de la classificació general
- 1973. 20è de la classificació general
- 1974. 9è de la classificació general
- 1975. 19è de la classificació general
- 1976. 21è de la classificació general

### Resultats al Tour de França
- 1967. 41è de la classificació general
- 1971. 33è de la classificació general

### Resultats al Giro d'Itàlia
- 1976. 38è de la classificació general